# Tillandsia 'Canta'
Tillandsia 'Canta' es un  cultivar híbrido del género Tillandsia perteneciente a la familia  Bromeliaceae.
Es un híbrido creado en el año 1993 con las especies Tillandsia latifolia x desconocido.